# I Found Stella Parrish
I Found Stella Parrish ist ein US-amerikanischer Spielfilm von Mervyn LeRoy aus dem Jahr 1935 mit Kay Francis in der Hauptrolle.

## Handlung
Stella Parrish ist eine gefeierte Schauspielerin, die auf den Bühnen von London Triumphe feiert. Sie hat jedoch ein dunkles Geheimnis: 1930 hieß sie noch Elsa Jeffords und ihr Ehemann erschoss damals in einem Anfall von Eifersucht ihren Bühnenpartner. Aufgrund einiger Komplikationen musste die junge Ehefrau ebenfalls ins Gefängnis, wo sie ihre Tochter zur Welt brachte. Nach ihrer Entlassung feierte Elsa, die sich nun Stella Parrish nennt, Erfolge und wurde berühmt, als eines Tages ihre verschollen geglaubter Ehemann wieder auftaucht und sie erpresst. Um ihrer Tochter den Skandal zu ersparen, verschwindet Stella Parrish von einem Tag auf den anderen mit ihrer Tochter nach Amerika. Die Presse macht daraus ein Medienereignis und der Reporter Keith Lockridge macht sich auf die Suche nach dem Star. Wie der Titel bereits ankündigt, findet er eines Tages Stella Parrish und verrät sie. Stella beschließt, ihrer Tochter den Skandal zu ersparen und schickt sie in ein Konvent, während sie selber immer tiefer und tiefer sinkt, um am Ende in einer billigen Burlesqueshow aufzutreten. Keith und Stella haben sich jedoch verliebt und gemeinsam überstehen die beide noch viele Verwicklungen. Am Ende macht Stella mit der Hilfe von Stephan Norman ein grandioses Come-Back und wird als neue Duse gefeiert. Sie findet das wahre Glück mit Keith.

## Hintergrund
Kay Francis war 1932 von Paramount zu Warner Brothers gekommen und innerhalb weniger Jahre zum größten weiblichen Star des Studios aufgestiegen. Ihre Filme waren meist Routinestreifen, die Francis als Frau präsentierte, die alle möglichen Probleme mit Tränen in den Augen übersteht. Das nicht endenwollende Leiden in ihren Filmen wurde mit einem Höchstmaß an Glamour überzogen. Ihr Erfolg beim überwiegend weiblichen Publikum basierte auf ihrer Fähigkeit, auch sentimentale und unglaubwürdige Geschichten mit Selbstbewusstsein und Integrität zu spielen. Dazu kam ihr Ruf, zu den bestangezogenen Frauen der USA zu zählen. 1936 wurde ihr der Titel „Best Dressed Woman in Movies“ verliehen, den sie gegen die Konkurrenz von Marlene Dietrich, Joan Crawford, Norma Shearer und Carole Lombard gewann.
I Found Stella Parrish ist ein Paradebeispiel für die Art von Filmen, die aus Kay Francis einen Star der Matineevorstellungen machten, jenen Kinoaufführungen, die speziell für Hausfrauen in die Stunden des frühen Nachmittags gelegt wurden, um dem weiblichen Publikum die Gelegenheit zu verschaffen, noch vor Schulschluss und eventuellen Friseurterminen rasch ins Kino zu gehen. Die mit erheblichem Aufwand produzierte Geschichte macht wenig Aufsehen um Fragen der Logik und Glaubwürdigkeit und konzentriert sich ganz darauf, so viele Schicksalsschläge wie möglich für Stella Parrish bereitzuhalten. Damit kehrte Francis zu der Formel zurück, die sie zum Star gemacht hatte, nachdem einige Auftritte in leichten Komödien wenig Anklang bei den Fans fanden. Der Film war einer der erfolgreichsten Produktionen des Jahres für das Studio und aus Dankbarkeit erneuerte das Management den Vertrag der Schauspielerin und erhöhte ihre Wochengage auf $ 5.250.
Der Film war der erste Film, der Francis und Ian Hunter gemeinsam präsentierte. Beide Schauspieler spielten die Rollen erneut in der populären Radioshow Hollywood Hotel von Louella Parsons.
In Österreich kam der Film 1936 unter dem Titel Gehetzte Frauen in den Verleih.

## Kritik
In der New York Times wurde auf den Punkt gebracht, welches Schicksal die Heldin erwartet:

„Wenn [das Studio] tatsächlich irgendeinen Trick übersehen hat, auch die letzte Träne hervorzulocken, dann ist das Versäumnis zu marginal um erwähnt zu werden. Die Geschichte ist nicht nur unbeschreiblich traurig, sondern von Mervyn LeRoy im Tempo einer Trauerprozession in Szene gesetzt.“

## Kinoauswertung
Produktionskosten von 392.000 US-Dollar entsprachen dem Durchschnitt, den das Studio in einen Kay-Francis-Film der Periode investierte. An der Kinokasse erwies sich I Found Stella Parrish als populär. In den USA spielte er eine Summe von 461.000 US-Dollar ein, zu denen Auslandseinnahmen von 374.000 US-Dollar kamen, was ein kumuliertes Einspielergebnis von 835.000 US-Dollar ergab. Dies lag gut ein Drittel über dem, was die vorherigen Filme der Schauspielerin einbrachten.